# James Marsters
James Wesley Marsters (Greenville, Californië, 20 augustus 1962) is een Amerikaans acteur en zanger. Hij speelde onder meer in de televisieserie Buffy the Vampire Slayer als de platinablonde punkvampier Spike. Hij verscheen in dezelfde gedaante ook in de spin-off Angel.
Marsters deed zijn inspiratie voor het Engelse accent van Spike op door te luisteren naar Anthony Stewart Head, die in dezelfde serie de rol van bibliothecaris Giles speelt. Naast het acteren leent de Amerikaan zijn stem aan tekenfilmpersonages en spreekt hij luisterboeken in, zoals The Dresden Files van Jim Butcher.
Hij was zanger van de Amerikaanse band "Ghost of the Robot" en treedt nu op als soloartiest (zang en gitaar).

## Filmografie
- Abruptio (2023)
- A Bread Factory, Part Two (2018)
- A Bread Factory, Part One (2018)
- New Life (2016)
- Dragon Warriors (2015)
- Three Inches (2011, televisiefilm)
- High Plains Invaders (2009)
- Moonshot (2009)
- Dragonball Evolution (2009)
- P.S. I Love You (2007)
- Superman: Doomsday (2007)
- Shadow Puppets (2007)
- Cool Money (2005, televisiefilm)
- Chance (2002)
- Strange Frequency 2 (2001, televisiefilm)
- House on Haunted Hill (1999)
- Winding Roads (1999, televisiefilm)

## Televisieseries
*Alleen series waarin hij vaker dan eens verscheen genoemd
- Northern Exposure (2x) (1992-1993)
- Medicine Ball (2x) (1995)
- Buffy the Vampire Slayer (97x) (1997-2003)
- Angel (24x) (1999-2004)
- Spider-Man: The New Animated Series (stem, 2x) (2003)
- Smallville (14x) (2005-2010)
- Without a Trace (4x) (2007-2008)
- Torchwood (3x) (2008)
- The Super Hero Squad Show (stem, 5x) (2009-2011)
- Caprica (4x) (2010)
- Hawaii Five-0 (4x) (2010-2014)
- Metal Hurlant Chronicles (2x) (2012-2014)
- Warehouse 13 (3x) (2013)
- Witches of East End (7x) (2014)
- Marvel's Runaways (3×) (2017-2019)

## Discografie
- Buffy the Vampire Slayer Cast - Once More, with Feeling (2002) (gastzang)
- Anthony Stewart Head en George Sarah - Music for Elevators (2002) (gastzang)

### metGhost of the Robot
- Mad Brilliant (2002)
- It's Nothing EP (2004) (EP)
- (B)-Sider (2004)
- Murphy's Law (2012)
- Bourgeois Faux Pas (2015)
- Pair of Bulls, Vol.1 (2018)

### Solo
- Civilized Man (2005)
- Like a Waterfall (2007)

## Strips
Als co-auteur:
- Buffy the Vampire Slayer - Spike and Dru: Paint the Town Red (1999) (met Christopher Golden)
- Spike: Into the Light (2014)